# Distrito electoral de Mill (condado de Lancaster, Nebraska)
Mill (en inglés: Mill Precinct) es un distrito electoral ubicado en el condado de Lancaster en el estado estadounidense de Nebraska. En el Censo de 2010 tenía una población de 260 habitantes y una densidad poblacional de 3,14 personas por km².

## Geografía
Mill se encuentra ubicado en las coordenadas 41°0′5″N 96°30′53″O / 41.00139, -96.51472. Según la Oficina del Censo de los Estados Unidos, Mill tiene una superficie total de 82.83 km², de la cual 82.83 km² corresponden a tierra firme y (0%) 0 km² es agua.

## Demografía
Según el censo de 2010, había 260 personas residiendo en Mill. La densidad de población era de 3,14 hab./km². De los 260 habitantes, Mill estaba compuesto por el 99.23% blancos, el 0% eran afroamericanos, el 0% eran amerindios, el 0% eran asiáticos, el 0% eran isleños del Pacífico, el 0.38% eran de otras razas y el 0.38% pertenecían a dos o más razas. Del total de la población el 1.92% eran hispanos o latinos de cualquier raza.